# Rustem Hayroudinoff
Rustem Hayroudinoff (russe : Рустем Афзалович Хайрутдинов), né à Kazan, est un pianiste de concert russe. 

## Biographie
Son père, Afzal Hayroudinoff est professeur de violoncelle au Conservatoire d'État de Kazan. Rustem est le frère de Halida Hayrutdinova, pianiste elle aussi. 
Rustem Hayroudinoff est diplômé du Conservatoire de Moscou, où il a étudié avec Lev Naoumov. Il a obtenu son diplôme de troisième cycle à la Royal Academy of Music de Londres avec Christopher Elton. Il a été le tout premier étudiant[réf. nécessaire] de l'Union soviétique à venir étudier à la Royal Academy, et il y enseigne actuellement le piano. 
Ses interprétations ont été diffusées sur la plupart des grandes stations de radio de musique classique du monde, et il est apparu dans le documentaire The Unknown Shostakovich aux côtés de Vladimir Ashkenazy, Valery Gergiev et Maxime Chostakovitch. Il a enregistré des CD pour divers labels dont Chandos, Decca et NAMI. Ses enregistrements de la musique de théâtre de Shostakovich et du concerto pour piano de Dvořák avec la BBC Philharmonic ont été sélectionnés parmi les meilleurs CD de l'année par la BBC Music et les magazines Gramophone respectivement. Son CD, Préludes de Rachmaninoff, a été sélectionné par Classic FM Magazine dans le cadre de la collection des quatre disques essentiels de Rachmaninoff, aux côtés des enregistrements d'Arthur Rubinstein et d'André Previn, et son enregistrement des Études-Tableaux de Rachmaninoff est devenu le Instrumental Choice du mois avec le BBC Music Magazine et a été nommé pour le prix du meilleur CD instrumental de l'année du BBC Music Magazine. Il a également été sélectionné comme la meilleure version de ces pièces sur la collection Building a Library de BBC Radio 3. 

## Discographie
- Études-Tableaux de Serge Rachmaninoff (Chandos CHAN10391)
- Concerto pour piano de Dvořák (Chandos CHAN10309)
- Quatrième symphonie de Dmitri Shostakovitch, arrangée pour 2 pianos, avec Colin Stone (Chandos CHAN10296)
- Œuvres de Rachmaninoff pour violoncelle et piano, avec Alexander Ivashkin (Chandos CHAN10095)
- 24 préludes de Serge Rachmaninoff (Chandos CHAN10107)
- Musique de théâtre de Chostakovitch (Chandos CHAN9907)